# Douglas Ainslie
Douglas Ainslie (1865 - 1948) foi um poeta e filósofo inglês.